# 教育再生懇談会

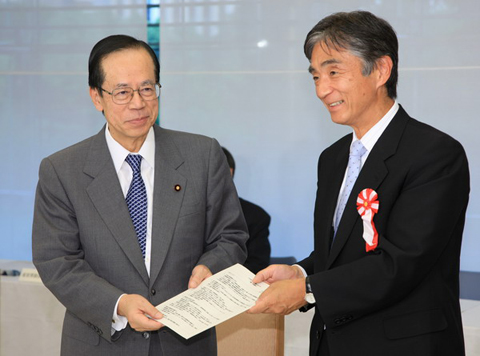
内閣総理大臣福田康夫（左）に第一次報告を手交する教育再生懇談会座長安西祐一郎（右）（2008年5月26日、総理大臣官邸にて）

教育再生懇談会（きょういくさいせいこんだんかい）は、2008年（平成20年）2月26日に福田康夫内閣によって設置された内閣直属の教育に関する私的諮問機関である。鳩山由紀夫内閣発足後の2009年（平成21年）11月17日廃止。

## 設立
安倍内閣が設置し、2008年1月31日に解散した教育再生会議の後継の組織である。
教育再生会議がその解散時に提出した「最終報告」には次のような文言がある。

教育再生会議の役割はこの最終報告で終了します。今後最も重要なことはこれまで報告書で提言した事項の制度化・仕組みづくりを進め、具体的な教育現場での改革に如何に結びつけるか、提言の実現とフォローアップです。また、第一次から第三次報告が提言に終わることなく、教育再生が現実のものとなるよう、国、地方公共団体、学校等における実施状況を評価し、実効性を担保するため新たな会議を内閣に設けることが極めて重要です。

これを受ける形で、2008年2月26日の閣議決定で本懇談会が設置された。決定ではその趣旨を次のように述べる。

活力ある日本、世界に貢献する日本を支えるのは人である。社会が大きく変化する時代にあって、明日の日本を担う若者を育てるためには、学校のみならず、家庭、地域、行政が一体となって、不断に教育の改革に取り組んでいく必要がある。このため、21世紀にふさわしい教育の在り方について議論するとともに、教育再生会議の提言のフォローアップを行うため、教育再生懇談会を開催する。

## 構成
2008年2月の発足時に以下の委員が決定した。なお、座長は委員の互選による。
- 赤田英博：日本PTA全国協議会会長
- 安西祐一郎：慶應義塾長
- 池田守男：資生堂相談役
- 小川正人：東京大学大学院教育学研究科教授
- 木場弘子：ニュースキャスター、千葉大学特命教授
- 篠原文也：ジャーナリスト
- 菅原眞弓：立川市立第九小学校教諭
- 田村哲夫：学校法人渋谷教育学園理事長
- 野依良治：理化学研究所理事長
- 若月秀夫：品川区教育長

2009年6月現在、構成員には以下の委員が加わっている。
- 朝原宣治：北京オリンピックメダリスト　大阪ガス株式会社社員
- 安藤宏基：日清食品ホールディングス代表取締役社長最高経営責任者
- 井口武雄：三井住友海上火災保険シニアアドバイザー
- 小林誠：独立行政法人日本学術振興会理事
- 広井良典：千葉大学教授
- 前田穣：宮崎県綾町長

閣僚の参加につき、前身の教育再生会議は内閣総理大臣、内閣官房長官、文部科学大臣を構成員に含めていたが、本懇談会ではこれらの三閣僚の出席は規定しているが構成員には含めていない。なお、「必要に応じ、関係大臣その他関係者の出席を求めることができる」としている点は変わりがない。
教育再生懇談会の庶務は、内閣官房に設置される教育再生懇談会担当室において行われる。
- 担当室長 - 山中伸一（内閣官房内閣総務官室内閣審議官、旧教育再生会議担当室副室長）

## 沿革
- 2008年1月31日 - 前身の「教育再生会議」が最終報告を提出して解散
- 2008年2月25日 - 閣議決定に先立ち、内閣官房長官町村信孝が夕刻の記者会見で有識者委員10名を発表
- 2008年2月26日 - 懇談会の設置を閣議決定する
- 2008年5月26日 - 「小中学生には携帯電話機を持たせない」「小学校3年生から英語を必修化」「小中高の英語教員にはTOEIC受験義務化」などの提言を盛り込んだ第一次報告書を提出。
- 2009年3月11日 - 新たな構成員を加えることが発表された。

以後休眠。
- 2009年11月17日廃止。